# Margaret Horsfield
Margaret Horsfield (* 1. Dezember 1953 in Port Alberni, British Columbia) ist eine kanadische Sachbuchautorin und Journalistin. 

## Leben
Horsfield besuchte die Highschool im kanadischen Terrace in British Columbia und schloss 1974 ein Englischstudium an der Simon Fraser University in Burnaby in British Columbia mit dem BA. ab. 1978 erwarb sie ihren MA. in Shakespeare Studies an der University of Birmingham im Vereinigten Königreich. Seit 1984 hat Margaret Horsfield mehr als 40 Radiodokumentationen geschrieben und im Radio vorgetragen. Sie wurden auf BBC Radio und CBC/Radio-Canada ausgestrahlt. Die 1989 und 1993 erschienenen Sachbücher Her Beyond Bethlehem und Beyond Golgotha schrieb sie zusammen mit ihrem Vater, dem anglikanischen Geistlichen Peter Horsfield. Das 1997 erschienene englischsprachige Buch Biting the Dust: The Joys of Housework ist 1999 in deutscher Übersetzung unter dem Titel Der letzte Dreck: Von den Freuden der Hausarbeit bei Rütten & Loening erschienen. Im Jahr 2000 gewann Margaret Horsfields Buch Cougar Annie’s Garden den Roderick Haig-Brown Regional Prize und wurde für den Hubert Evans Non-Fiction Prize nominiert. Sie lebt in Nanaimo (British Columbia).

## Werke
- 1989: Her Beyond Bethlehem, CBC Enterprises, mit Peter Horsfield
- 1993: Beyond Golgotha, Brechin Books, mit Peter Horsfield, ISBN 9780969700807
- 1997: Biting the Dust: The Joys of Housework, Four Estate Limited, ISBN 978-0788197789
  - dt. 1999: Der letzte Dreck: Von den Freuden der Hausarbeit, Rütten & Loening, ISBN 978-3352006210
- 1999: Cougar Annie’s Garden, Salal Books, ISBN 0-9697008-1-4
- 2008: Voices from the Sound, Salal Books, ISBN  978-0969700821
- 2014: Tofino and Clayoquot Sound: A History, Harbour Publishing, ISBN 978-1-55017-681-0

## Auszeichnungen und Nominierungen
- 2000: Roderick Haig-Brown Regional Prize für Cougar Annie’s Garden
- 2000: Nominierung für den Hubert Evans Non-Fiction Prize für Cougar Annie’s Garden
- 2009: Nominierung für den Roderick Haig-Brown Regional Prize für Voices from the Sound[1]